# Yuya Torikai
Yuya Torikai (født 11. maj 1988) er en japansk fodboldspiller, som spiller for den japanske fodboldklub Renofa Yamaguchi FC.